# Costanza d'Avalos Piccolomini
Costanza d'Avalos Piccolomini (Nápoles, 1560 - Nápoles, 1575) fue una Duquesa de Amalfi y poetisa italiana del siglo XVI.

## Biografía
Costanza fue una dama muy instruida que se dedicó a la poesía en italiano. El Emperador Carlos V le concedió el título de princesa, como reconocimiento y por su estima. Sus poemas han sido publicados varias veces junto con los de Victoria Colonna, su sobrina; además varios de sus poemas se encuentran en la colección de Ludovico Domenichi (Lucca, 1559 y Nápoles, 1595).